# Diócesis de Sendai
La diócesis de Sendai (en latín: Dioecesis Sendaien(sis) y en japonés: カトリック仙台司教区) es una circunscripción eclesiástica latina de la Iglesia católica en Japón, sufragánea de la arquidiócesis de Tokio. La diócesis tiene al obispo Edgar Cuntapay Gacutan, C.I.C.M. como su ordinario desde el 8 de diciembre de 2021. 

## Territorio y organización
La diócesis tiene 45 985 km² y extiende su jurisdicción sobre los fieles católicos de rito latino residentes en la región de Tōhoku en las prefecturas de Aomori, Fukushima, Iwate y Miyagi.
La sede de la diócesis se encuentra en la ciudad de Sendai, en donde se halla la Catedral de San Pedro y San Pablo.
En 2020 en la diócesis existían 52 parroquias.

## Historia
El vicariato apostólico de Hakodate fue erigido el 17 de abril de 1891 con el breve Ex officio del papa León XIII, obteniendo parte del territorio del vicariato apostólico del Japón Septentrional (hoy arquidiócesis de Tokio).
El 15 de junio de 1891 el vicariato apostólico fue elevado a diócesis con el breve Non maius Nobis del papa León XIII.
El 13 de agosto de 1912 cedió una porción de su territorio para la erección de la prefectura apostólica de Nygata (hoy diócesis de Niigata) mediante el decreto Quo catholica de la Congregación de Propaganda Fide.
El 12 de febrero de 1915 cedió una porción de su territorio para la erección de la prefectura apostólica de Sapporo (hoy diócesis de Sapporo) mediante el decreto Invecto feliciter de la Congregación de Propaganda Fide.
La sede episcopal, inicialmente en Hakodate, se trasladó a Sendai el 9 de mayo de 1902, pero volvió a Hakodate el 25 de noviembre de 1924 como resultado del decreto Cum Reverendissimo de la Congregación de Propaganda Fide. Luego fue trasladado definitivamente a Sendai el 9 de marzo de 1936 en virtud del decreto Cum dioecesis de la misma Congregación de Propaganda Fide; en esta última ocasión la diócesis cambió su nombre por el actual.
El 19 de junio de 1952 cedió una parte del territorio, incluida la antigua sede de Hakodate, al vicariato apostólico de Sapporo (hoy diócesis) mediante el decreto Quo aptius de la Propaganda Fide.

## Estadísticas
De acuerdo al Anuario Pontificio 2018 la diócesis tenía a fines de 2017 un total de 10 009 fieles bautizados.
| Año                                                                             | Población            | Población | Población      | Sacerdotes | Sacerdotes    | Sacerdotes    | Bautizados por sacerdote | Diáconos permanentes | Religiosos | Religiosos | Parroquias |
| Año                                                                             | Bautizados católicos | Total     | % de católicos | Total      | Clero secular | Clero regular | Bautizados por sacerdote | Diáconos permanentes | Varones    | Mujeres    | Parroquias |
| ------------------------------------------------------------------------------- | -------------------- | --------- | -------------- | ---------- | ------------- | ------------- | ------------------------ | -------------------- | ---------- | ---------- | ---------- |
| 1950                                                                            | 5677                 | 6 635 317 | 0.1            | 52         | 21            | 31            | 109                      |                      | 36         | 299        | 22         |
| 1969                                                                            | 12 541               | 6 557 000 | 0.2            | 40         | 27            | 13            | 313                      |                      | 18         | 337        | 52         |
| 1980                                                                            | 12 336               | 7 013 198 | 0.2            | 82         | 29            | 53            | 150                      |                      | 60         | 334        | 57         |
| 1990                                                                            | 11 816               | 7 255 210 | 0.2            | 74         | 27            | 47            | 159                      |                      | 52         | 319        | 57         |
| 1999                                                                            | 11 172               | 7 396 081 | 0.2            | 62         | 29            | 33            | 180                      |                      | 37         | 311        | 67         |
| 2000                                                                            | 10 872               | 7 393 347 | 0.1            | 65         | 28            | 37            | 167                      |                      | 41         | 300        | 67         |
| 2001                                                                            | 10 869               | 7 386 346 | 0.1            | 59         | 26            | 33            | 184                      |                      | 37         | 307        | 67         |
| 2002                                                                            | 10 887               | 7 380 697 | 0.1            | 54         | 24            | 30            | 201                      |                      | 33         | 303        | 56         |
| 2003                                                                            | 10 936               | 7 364 591 | 0.1            | 51         | 23            | 28            | 214                      |                      | 31         | 288        | 56         |
| 2004                                                                            | 10 947               | 7 332 874 | 0.1            | 50         | 27            | 23            | 218                      |                      | 29         | 289        | 56         |
| 2010                                                                            | 10 949               | 7 167 150 | 0.2            | 39         | 22            | 17            | 280                      |                      | 24         | 258        | 53         |
| 2014                                                                            | 10 384               | 6 985 141 | 0.1            | 35         | 17            | 18            | 296                      |                      | 21         | 234        | 53         |
| 2017                                                                            | 10 009               | 6 791 448 | 0.1            | 28         | 16            | 12            | 357                      |                      | 13         | 196        | 53         |
| 2020                                                                            | 9794                 | 6 661 800 | 0.1            | 32         | 16            | 16            | 306                      |                      | 17         | 180        | 52         |
| Fuente: Catholic-Hierarchy, que a su vez toma los datos del Anuario Pontificio. |                      |           |                |            |               |               |                          |                      |            |            |            |

## Episcopologio
- Alexandre Berlioz, M.E.P. † (24 de abril de 1891[10] -25 de julio de 1927 renunció[11])
  - Sede vacante (1927-1935)
  - Andre Dumas, O.P. † (1931-1935 renunció) (administrador apostólico)
- Marie-Joseph Lemieux, O.P. † (9 de diciembre de 1935-16 de enero de 1941 renunció[12])
- Michael Wasaburo Urakawa † (20 de noviembre de 1941-26 de noviembre de 1953 renunció[13])
- Petro Arikata Kobayashi † (21 de febrero de 1954-24 de enero de 1976 renunció)
- Raymond Augustin Chihiro Sato, O.P. † (24 de enero de 1976-19 de junio de 1998 renunció)
- Francis Xavier Osamu Mizobe, S.D.B. † (10 de mayo de 2000-14 de mayo de 2004 nombrado obispo de Takamatsu)
- Martin Tetsuo Hiraga (10 de diciembre de 2005-18 de marzo de 2020 retirado)
- Edgar Cuntapay Gacutan, C.I.C.M., desde el 8 de diciembre de 2021